# Reischlberg
Der Reischlberg (tschechisch Hraničník) ist ein 1281 m ü. A. hoher Berg im Böhmerwald an der Grenze zwischen Österreich und Tschechien.

## Lage und Umgebung
Der Reischlberg liegt an der Wasserscheide von Donau und Elbe: Die tschechische Seite gehört zum Einzugsgebiet der Moldau, die österreichische Seite zum Einzugsgebiet des Rehbergbachs.
Der tschechische Teil zählt zum Nationalpark Šumava. Der österreichische Teil, zugehörig der Gemeinde Klaffer am Hochficht, liegt innerhalb des 9.350 Hektar großen Europaschutzgebiets Böhmerwald-Mühltäler und der 22.302 Hektar großen Important Bird Area Böhmerwald und Mühltal.

## Natur und Tourismus
Auf den Oberhängen des Reischlbergs wachsen bodensaure Fichten-Tannen-Buchenwälder, auf seinen Mittelhängen bodensaure Buchenwälder und auf seinen südöstlichen Mittel- und Unterhängen Waldmeister-Buchenwälder.
Der Reischlberg ist Teil des Skigebiets Hochficht, des größten Skigebiets Österreichs außerhalb der Alpen. Der Nordwaldkammweg, der hier Teil des Europäischen Fernwanderwegs E6 ist, führt über den Berg.